# New Town (Edinburgh)
 For alternative betydninger, se New Town. (Se også artikler, som begynder med New Town)
New Town er et område i det centrale Edinburgh, der er hovedstaden i Skotland. Der bliver ofte betragtet som en mesterværk inden for byplanlægning, og sammen med Old Town, er blevet optaget på UNESCOs verdensarvsliste i 1995. Den blev opført i flere faser fra 1767 til omkring 1850, og der er fortsat bevaret en stor del af nyklassicistiske og georgianske arkitektur. Den mest berømte gade er Princes Street, som ligger op mod Edinburgh Castle og Old Town overfor den ny forsvundne Nor Loch.